# الغزة (أسلم)

تعديل مصدري - تعديل

الغزة هي إحدى قرى عزلة أسلم الوسط بمديرية أسلم التابعة لمحافظة حجة، بلغ تعداد سكانها 89 نسمة حسب تعداد اليمن لعام 2004.